# 志波景介
志波 景介（しば けいすけ、1992年1月26日 - ）は、日本の俳優・映画監督。

## 人物・経歴
大阪府出身。身長178cm。血液型B型。

## 出演作品

### テレビドラマ（出演）
- ワーキングデッド～働くゾンビたち～第1話（2014年10月2日、テレビ東京） - 水野信一 役
- レンタル救世主第6話（2016年11月13日、日本テレビ） - キャッチ 役
- あなたのことはそれほど（2017年4月18日、TBSテレビ）
- 今からあなたを脅迫します。第8話（2017年12月10日、日本テレビ）
- 小河ドラマ 龍馬がくる （2018年、CS 時代劇専門チャンネル）
- 世にも奇妙な物語春の特別編「明日へのワープ」（2018年5月12日、フジテレビ）
- ゼロ 一獲千金ゲーム第2話 - 第9話（2018年7月22日 - 9月9日、日本テレビ） - 菊池 役
- 頭に来てもアホとは戦うな! 第4話（2019年5月14日、日本テレビ）
- ハケンの品格 第2シリーズ 第6話・第8話（2020年7月22日・8月5日、日本テレビ） - 美原数也 役
- ジョフウ 〜女性に××××って必要ですか?〜 第5話（2025年4月30日、テレビ東京） - ジュンヤ 役[1]

### 映画（出演）
- 血まみれスケバンチェーンソー（2016年2月20日公開） - 井上 役
- お前の歌が、歌える時が来るまでは（2017年6月3日公開）
- トリノコシティ（2017年12月23日公開）
- きらきら眼鏡（2018年9月7日公開）
- 血まみれスケバンチェーンソーRED 前編「ネロの復讐」（2019年2月22日公開）
- 元カレ2.0（2019年公開）-海和翼 役
- ＃平成最後映画 「たとえば世界の終わり」（2019年10月5日公開） - 拓郎 役
- 青森さんちの祝日[2]（2020年公開） - 青森深雪 役
- 夢が眠る場所[3]（2021年公開） - 笹原直樹 役
- ふたりの亮大（2022年公開） - 大津亮大 役
- MaTcH[4]（2022年公開） - シュウジ 役
- この恋は終わってる（2022年10月30日公開）[5]
- 鯛のムニエル（2022年11月5日公開）- 鬼丸昌也 役
- 消せない記憶[6]（2023年3月31日公開） - 濱田学 役
- アガペー[7]（2023年6月30日公開） - 井上日太 役[8]
- 生きない（2023年11月4日公開）- マンゾー 役[9]

### 舞台（出演）
- 劇団12ミニッツ 第4回公演『普通になれなくて』（2024年10月22日 - 27日、浅草九劇）[10]

### CM（出演）
- ソニー・エクスプローラサイエンス
- Microsoft Surface Pro3
- ホールズ
- 第一興商
- 明治乳業 明治ほほえみらくらくキューブ 「キューブでポン！品質編」
- auビデオパス 現TELASA 「auビデオパスが送る悲劇 ENTAI RYOKIN」
- オッズパーク 「聖歌隊 ランチ編」
- Lステップ
- キリン一番搾り生ビール
- 機動戦隊アイアンサーガ
- EPSON  「教育現場のプリンターはエコタンク方式で決まり！高速印刷編」
- EPSON  「教育現場のプリンターはエコタンク方式で決まり！大容量編」
- ChargeSPOT  「充電、ヤバっ！」
- グリコ 幼児のみもの朝食バランスおやさい

## 監督作品

### 映画（監督）
- 「これからもきっと言えない」[11][12]（2021年）出演：和田みなみ、吉野志乃
- 「蝉」[13](2022年) 出演：千葉祐輝、茅原拓也
- 「親の愛を知らない」[14](2022年) 出演：島崎あゆみ、山崎丹奈、日向、志波景介
- 「だるまのめ」[15](2023年) 出演：川原あずさ、三ヶ尻怜司
- 「恋にセックスは必要ですか？」[16](2024年)出演：成瀬亜未、雨宮球太、白石優愛
- 「いきづく」[17](2024年) 出演：坂井彩香、飯田和之

### 配信ドラマ（監督）
- 「恋にセックスは必要ですか？」[18]（2024年ショートドラマ配信アプリBUMPにて配信）出演：成瀬亜未、雨宮球太、白石優愛

## 受賞歴・入選歴

### 出演作品（受賞）
映画「元カレ2.0」海和翼 役
- 2020年：AbemaTV「ReiwabemaProject」にて優秀賞(佳作)を受賞。

映画「青森さんちの祝日」青森深雪 役
- 2021年：あわら湯けむり映画祭にて審査委員賞を受賞。

映画「MaTcH」シュウジ 役（主演）
- 2022年9月：JAPAN FILM FESTIVAL LOSANGELESに入選[21]。
- 2022年11月：RISING SUN INTERNATIONAL FILM FESTIVALに入選[22]。
- 2022年12月：NEWYORK JAPAN CINEFESTに入選[23]。
- 2022年12月：渋谷TANPEN映画祭CLIMAXat佐世保 First Select[24]。
- 2023年7月：Tokyo Lift-Off Film Festival 2023にてBest Short Filmを受賞[25]。

映画「ふたりの亮大」大津亮大 役（主演）
- 2022年10月：第2回国際和解映画祭に入選[26]。

映画「夢が眠る場所」笹原直樹 役（主演）
- 2022年11月：第16回田辺・弁慶映画祭に入選[28]。

映画「鯛のムニエル」鬼丸昌也 役（主演）
- 2022年11月：The OSAKA 48 Hour Film Project 2022にて脚本賞と観客賞2位を受賞[29]。（10部門にノミネート）
- 2023年8月：第9回名画座通り映画祭に入選[30]。

映画「アガペー」井上日太 役
- 2023年6月：ゆうばり国際ファンタスティック映画祭2023に入選[32]。

映画「消せない記憶」濱田学 役
- 2023年10月：RICHMOND INTERNATIONAL FILM FESTIVAL2023にて最優秀脚本賞と最優秀主演俳優賞を受賞[34]。
- 2023年11月：JIFF Japan Indies Film Festival2023にてBest Film Festival（最優秀長編作品賞）[35]。

映画「生きない」マンゾー 役
- 2025年3月：ORION International Film Festival2025にて長編映画部門優秀作品賞を受賞[37]。

### 監督作品（受賞）
映画「これからもきっと言えない」
- 2022年2月：第3回恵那峡映画祭短編映画部門にてハラカラ賞を受賞。

映画「蝉」
- 2022年8月：第8回立川名画座通り映画祭スマホ部門にてスマホ部門賞を受賞[41]。

映画「親の愛を知らない」
- 2022年11月：第7回やお80映画祭2022フリー映画部門にてグランプリを受賞[43]。
- 2023年3月：PALMA短編映画祭2023にてPalma Bolex（グランプリ）にノミネート[44]。
- 2023年7月：第10回MKE映画祭にてBreakThrough賞を受賞[45]。

映画「だるまのめ」
- 2023年2月：第1回福岡コ・クリエイティブ国際映画祭a.NAKASU第１回スマートフォン短編映画コンペティションオールスマホ部門にて最優秀賞・俳優賞（三ヶ尻怜司）の二冠を獲得[47]。
- 2023年9月：第4回恵那峡映画祭短編映画部門に入選[48]。

配信ドラマ「恋にセックスは必要ですか？」
- 2023年6月：BUMPAWARD2022にて最優秀賞・主演賞（成瀬亜未）の二冠を獲得[49]。

映画「恋にセックスは必要ですか？」
- 2024年11月：十三下町映画祭2024に入選[50]。
- 2024年12月：第20回香川レインボー映画祭に選出[51]。
- 2024年12月：第9回杉並ヒーロー映画祭にて観客賞を受賞[52]。